# Kiva (organisation philanthropique)
Pour les articles homonymes, voir Kiva (homonymie).
Kiva est une organisation à but non lucratif qui permet aux internautes de prêter de l'argent à des institutions de microcrédit dans des pays en voie de développement. Ces institutions prêtent à leur tour l'argent reçu à des habitants du pays dans lequel elles opèrent. Elle est basée à San Francisco et est financée par les dons de ses utilisateurs et des partenariats avec des entreprises et d'autres institutions.

## Fonctionnement
Kiva permet à des institutions de microcrédit des pays en voie de développement, appelées « partenaires sur le terrain » (Field Partners), de poster le profil d'entrepreneurs sur son site internet. Les prêteurs (c'est-à-dire les internautes) peuvent chercher parmi les entrepreneurs (zone géographique, activité) et choisir l'entrepreneur auquel ils souhaitent prêter leur argent. Kiva réunit l'argent des prêteurs individuels et le transfère au partenaire correspondant afin qu'il débourse l'argent au profit de l'entrepreneur. Au fur et à mesure que les entrepreneurs remboursent leurs prêts, le partenaire transfère les fonds à Kiva qui rend l'argent aux internautes ayant prêté à cet entrepreneur. Les internautes peuvent alors récupérer leur argent ou le prêter à un nouvel entrepreneur.
Les fonds des prêteurs sont transférés à Kiva par l'intermédiaire de PayPal qui ne prend pas de frais dans ce cas. Les partenaires font payer aux entrepreneurs un taux d'intérêt ; Kiva affirme surveiller les taux d'intérêt de ses partenaires et ne souhaite pas collaborer avec des établissements appliquant des taux injustes. Les internautes ne reçoivent pas d'intérêt, car Kiva n'est pas enregistré auprès du gouvernement américain en tant que courtier (broker). Kiva affirme que ses emprunteurs ont un taux de défaut de paiement de 3,1 %.

## Organisation et équipe
Kiva a été fondé en octobre 2005 par Matt et Jessica Flannery. L'intérêt du couple pour la microfinance est dû à une conférence donnée à la Stanford Business School en 2003 par Muhammad Yunus, fondateur de la Grameen Bank. Jessica Flannery travaillait à la Business School et invita Matt à assister à l'évènement.

## Promotion
Bill Clinton, Oprah Winfrey et Greta Van Susteren ont incité à participer à Kiva. Des articles sont parus dans le New York Times, le Los Angeles Times et Le Monde. Jeremy Rifkin prend Kiva comme exemple de modèle de financement distribué et collaboratif dans La Troisième Révolution industrielle.

## Statistiques
Au 1er juin 2015, il y avait 1 319 213 utilisateurs ayant prêté pour un total de 727 768 425 $.
673 080 demandes de prêts ont été financées par l'intermédiaire de 296 partenaires locaux dans 86 pays.
Le montant moyen d'un prêt est de 415,36 $; chaque prêt est réparti entre plusieurs utilisateurs à hauteur de 25 $ chacun en général.
Le taux de remboursement des prêts est de 98.69%.
Kiva possède aussi 450 volontaires autour du monde.
Selon Alexa, Kiva est un des 15 500 sites les plus visités du web.